# Can-Can (film)
Pour les articles homonymes, voir Cancan (homonymie).
Pour plus de détails, voir Fiche technique et Distribution.

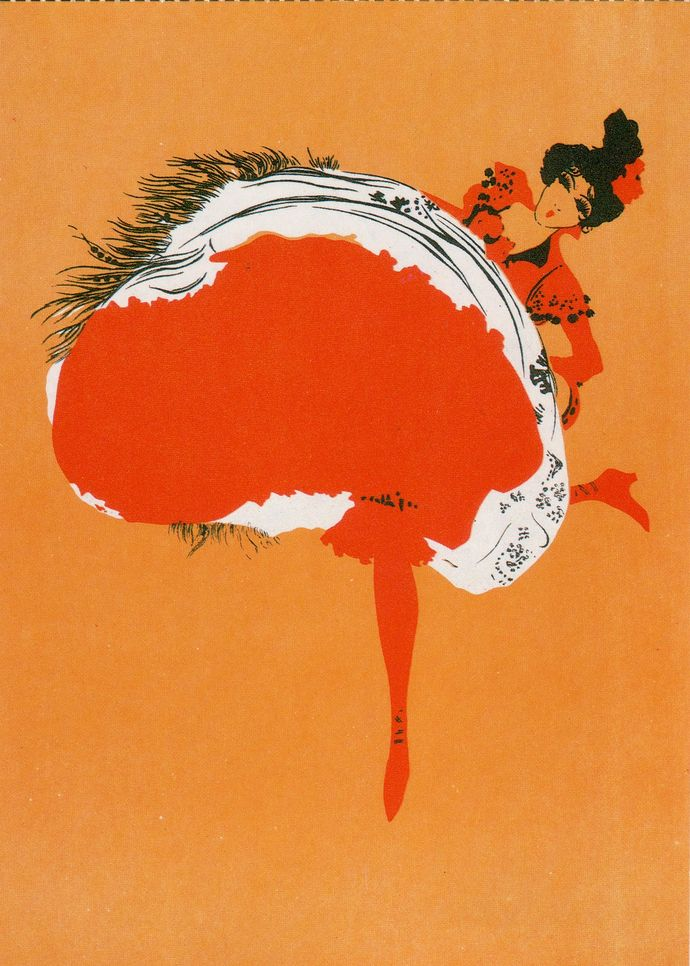
Danseuse de cancan (Saharet par Maurice Biais)

Can-Can est un film américain réalisé par Walter Lang, sorti en 1960.

## Synopsis
À Paris, en 1896, Simone Pistache, directrice et meneuse de revues du cabaret Bal du Paradis à Montmartre, brave la censure en présentant le cancan, une danse qu’une ligue de dames vertueuses a déclarée « obscène et lascive » (sic) bien que ces dames ne l’aient jamais vue. François Durnais, avocat et amant de Simone, est censé avoir négocié un accord avec la police, mais celle-ci fait irruption à chaque tentative de représentation. Lors du procès, le président du tribunal, Paul Barrière (un ami de François), apprend que c’est l’un des juges de sa cour qui a validé la plainte : le jeune et nouveau Philippe Forestier. Un soir, lorsque ce dernier se rend incognito au Bal du Paradis pour constater le délit, il fait la connaissance de Simone et en tombe amoureux. Une rivalité s’érige entre Durnais et Forestier. Simone est très liée à Durnais, mais contrariée, car ce dernier fait du refus du mariage une question de principe. Forestier propose plusieurs rendez-vous à Simone, mais elle temporise jusqu’à ce qu’il lui demande de l’épouser. Simone accepte, stupéfaite de se voir spontanément offrir ce que Durnais lui a toujours refusé. Durnais, avec la complicité de Barrière, cherche alors un plan pour rompre leurs fiançailles. Invité à la réception donnée sur une péniche par Forestier pour présenter sa future épouse à son distingué entourage, Durnais profite de l’appréhension de Simone d’être confrontée à la gent bourgeoise pour lui faire exagérément boire du champagne avant de la pousser à exécuter un numéro de cabaret qui scandalise l’assistance. Simone réalise que sa prestation a compromis son mariage et s’enfuit en regagnant les quais à la nage. Elle imagine un stratagème pour se venger de Durnais : elle lui demande de lui prêter de l’argent en contrepartie de quoi elle lui fait signer un document stipulant qu’il restera propriétaire du Bal du Paradis tant que l’argent ne lui sera pas remboursé. Quand le cancan est représenté au cabaret, la police fait une descente et arrête son propriétaire, Durnais en l’occurrence. Celui-ci passe au tribunal, et Simone, estimant que sa vengeance va trop loin, refuse de l’enfoncer davantage, mais ne veut plus avoir affaire à lui. Durnais a finalement recours à un subterfuge pour reconquérir Simone et lui faire enfin sa demande en mariage.

## Fiche technique
- Titre original : Can-Can
- Réalisation : Walter Lang
- Assistant réalisation : Joseph E. Rickards
- Scénaristes : Dorothy Kingsley et Charles Lederer d’après la comédie musicale Can-Can de Cole Porter et d’Abe Burrows (en), créée à Broadway en 1953
- Décors : Lyle R. Wheeler, Jack Martin Smith, et Walter M. Scott et Paul S. Fox (ensembliers)
- Costumes : Irene Sharaff
- Maquillages : Ben Nye
- Coiffures : Myrel Stoltz
- Photographie : William H. Daniels
- Conseiller pour le Technicolor : Leonard Doss
- Son : W. D. Flick
- Mixage son : Fred Hynes
- Montage : Robert Simpson
- Générique : Tom Keogh
- Musique : Cole Porter et Nelson Riddle
- Lyrics : Cole Porter
- Arrangements et direction musicale : Nelson Riddle
- Coaching vocal : Bobby Tucker
- Chorégraphie : Hermes Pan
- Producteurs : Jack Cummings (non crédité) et Paul S. Fox
- Sociétés de productions : Twentieth Century Fox, Suffolk-Cummings Productions
- Société de distribution : Twentieth Century Fox
- Pays de production :  États-Unis
- Langue originale : anglais
- Format : couleur par Technicolor — versions 35 mm et 70 mm — 2.20:1 Todd-AO — son stéréo 6 pistes
- Genre : Film musical et comédie
- Durée 136 minutes
- Dates de sortie :
  - États-Unis : 9 mars 1960
  - France : 1er octobre 1960
- (fr) Classification CNC : tous publics (visa d'exploitation no 23633 délivré le 28 juillet 1960)
- Affiche : Boris Grinsson (France)

## Distribution
- Frank Sinatra (VF : Michel Roux) : François Durnais
- Shirley MacLaine : Simone Pistache
- Maurice Chevalier : Paul Barrière
- Louis Jourdan (VF : Bernard Woringer) : Philippe Forestier
- Marcel Dalio : André
- Juliet Prowse : Claudine
- Nestor Paiva : l'huissier de justice
- Leon Belasco : Arturo, le chef d'orchestre
- Jean Del Val : Juge Merceaux
- Ann Codee : la présidente de la ligue

Acteurs non crédités :
- Maurice Marsac : Bailiff
- Eugene Borden : l'officier de police Chevrolet

## Production

### Tournage
- Période de prises de vue : début août à fin octobre 1959[1].
- Intérieurs : plateau 16 des studios 20th Century Fox, Century City (Los Angeles)[1].
- Extérieurs : images d'archives pour les scènes nocturnes de la péniche sur la Seine à Paris[2].
- Lors de la tournée du premier secrétaire de l'Union soviétique Nikita Khrouchtchev aux États-Unis en 1959, et pendant sa visite de Los Angeles et des studios de la 20th Century Fox en septembre, il fut convié à assister au tournage d´une scène de Can-Can. Dans ses mémoires, Monsieur K dira que c'était apparemment un film destiné aux adultes à cause de la danse du cancan qu'il trouvait « immorale »[1].

### Musique du film
Lyrics et musiques de Cole Porter
1. Thème principal générique : I Love Paris (chœurs)
2. Montmartre : Frank Sinatra, Maurice Chevalier
3. Maidens Typical of France (ballet et chœurs) : Juliet Prowse et girls
4. C’est magnifique : Frank Sinatra
5. Apache Dance (ballet) : Shirley MacLaine et boys
6. C’est magnifique : reprise par Shirley MacLaine
7. Live and Let Live : Maurice Chevalier, Louis Jourdan
8. You Do Something to Me : Louis Jourdan
9. Let's Do It : Frank Sinatra, Shirley MacLaine
10. It's All Right With Me : Frank Sinatra
11. Live and Let Live : reprise par Maurice Chevalier, Louis Jourdan
12. Come Along With Me (chant et danse) : Shirley MacLaine
13. Just One of Those Things : Maurice Chevalier
14. Garden of Eden (ballet) : Shirley MacLaine (Ève), Marc Wilder (Adam), Juliet Prowse (le serpent) et boys
15. It's All Right With Me : reprise par Louis Jourdan
16. Can-Can (ballet) : Shirley MacLaine, Juliet Prowse, girls

### BO
L'édition discographique ne reprend pas la totalité des titres.
- 1960 : Cole Porter's Can-Can (33 tours 30 cm Capitol Records — Réédition CD RDM Édition, 2011)Orchestre dirigé par Nelson Riddle

1. Can-Can Entracte (instrumental)
2. It's All Right With Me (Frank Sinatra)
3. Come Along With Me (Shirley MacLaine)
4. Live and Let Live (Maurice Chevalier et Louis Jourdan)
5. You Do Something to Me (Louis Jourdan)
6. Let's Do It (Frank Sinatra et Shirley MacLaine)
7. Main Title :
— I Love Paris (chœurs)
— Montmartr' (Frank Sinatra, Maurice Chevalier, chœurs)
8. C'est magnifique (Frank Sinatra)
9. Maidens Typical of France (chœurs)
10. Just One of Those Things (Maurice Chevalier)
11. I Love Paris (Frank Sinatra et Maurice Chevalier)
12. Can-Can (instrumental)

## Récompenses et distinctions

### Récompenses
- Laurel Awards 1960 :
  - Prix de la meilleure interprète musicale à Shirley MacLaine,
  - Prix du meilleur interprète musical à Frank Sinatra,
  - Prix de la meilleure musique.
- Grammy Awards 1961 : prix du meilleur album de musique de film ou de BO de film de cinéma ou de télévision à Cole Porter.
- Cercle d'écrivains cinématographiques 1962 : prix de la meilleure actrice étrangère à Shirley MacLaine.

### Nominations
- Laurel Awards 1960 :
  - Juliet Prowse nommée pour prix de la meilleure interprète musicale (5e place),
  - Maurice Chevalier nommé pour le prix du meilleur interprète musical (5e place).
- Directors Guild of America 1961 : Walter Lang nommé pour le prix de la meilleure réalisation.
- Golden Globes 1961 : film nommé pour le Golden Globe du meilleur film musical ou de comédie.
- Oscars 1961 :
  - Irene Sharaff nommée pour l'Oscar de la meilleure création de costumes,
  - Nelson Riddle nommé pour l'Oscar de la meilleure musique de film.
- Writers Guild of America 1961 : Dorothy Kingsley et Charles Lederer nommés pour le prix du meilleur scénario de film musical américain.